# Мельников, Павел Васильевич
Павел Васильевич Мельников (23 февраля 1919, Коблево, Одесский округ — 25 октября 1998, Москва) — советский военный деятель, один из самых молодых командиров дивизии в период Великой Отечественной войны, начальник Военной академии имени М. В. Фрунзе (1978—1982), генерал-полковник (1971).

## Биография
В Красной Армии — с сентября 1936 года, призван Одесским городском военкоматом. Окончил Одесское пехотное училище (1938). Служил на Дальнем Востоке, командир взвода в пулемётной роте Особой Краснознамённой Дальневосточной армии.
Участник Великой Отечественной войны с октября 1941 года по май 1945 года. Был начальником разведки полка. Участник обороны Москвы.
С апреля 1942 года до конца войны воевал в 372-й стрелковой дивизии, — с октября 1942 года на Волховском фронте был начальником оперативного отделения штаба 372-й стрелковой дивизии, а в феврале 1943 года был назначен начальником штаба дивизии. Дважды исполнял обязанности командира 372-й стрелковой дивизии: с 18 февраля по 17 мая 1943 года и с 11 марта по 16 апреля 1945 года (во время лечения в госпитале раненого командира дивизии генерал-майора П. И. Радыгина). Отличился при прорыве блокады Ленинграда, во главе группы разведчиков проник вглубь немецкой обороны по складкам местности и уничтожил несколько огневых точек, открыв тем самым пусть остальным частям, а затем, продолжая продвижение, первым встретился с бойцами Ленинградского фронта и подписал акт о встрече воинов двух прорвавших блокаду фронтов — Ленинградского и Волховского.
С февраля 1944 года воевал на Ленинградском фронте, а с октября 1944 года — на 2-м Белорусском фронте. Участвовал в Мгинской, Ленинградско-Новгородской, Выборгской, Прибалтийской, Восточно-Прусской, Восточно-Померанской, Берлинской наступательных операций.
Дивизия под командованием подполковника П. В. Мельникова освобождала Данциг (Гданьск), Мариенбург, Штум.
В 1942 году вступил на фронте в ВКП(б).
В декабре 1945 года направлен на учёбу. В 1948 году окончил Военную академию имени М. В. Фрунзе (с отличием). С ноября 1948 года — начальник оперативного отдела штаба 36-го гвардейского стрелкового корпуса в Прибалтийском военном округе, с сентября 1949 года — на такой же должности в 79-м стрелковом корпусе 3-й ударной армии в Группе советских оккупационных войск в Германии, с декабря 1951 по октябрь 1952 года — начальник штаба 57-й гвардейской стрелковой дивизии в 8-й гвардейской армии ГСОВГ.
В 1954 году окончил Высшую военную академию имени К. Е. Ворошилова. С октября 1954 года — начальник оперативного управления штаба Северного военного округа. С апреля 1960 года — начальник оперативного управления штаба Южной группы войск. С июня 1962 года командовал 35-й гвардейской мотострелковой дивизией в Группе советских войск в Германии. С декабря 1963 года — начальник оперативного управления в Главном оперативном управлении Генерального штаба Вооружённых Сил СССР. С июня 1968 года — командующий 13-й общевойсковой армией Прикарпатского военного округа. С февраля 1970 года был первым заместителем командующего войсками Прикарпатского военного округа. С сентября 1971 года — командующий войсками Закавказского военного округа. С февраля 1978 года — начальник Военной академии имени М. В. Фрунзе. С декабря 1982 года служил консультантом начальника в этой академии. С марта 1987 года — в отставке.
Жил в Москве. 
Похоронен на Востряковском кладбище.

## Награды

### СССР и России
- орден Жукова (06.09.1996[8])
- орден Ленина
- пять орденов Красного Знамени (в том числе 16.02.1944, 30.07.1944, 12.05.1945, 1956)
- орден Кутузова II степени (29.06.1945)
- два ордена Отечественной войны I степени (05.12.1944, 11.03.1985)
- два ордена Красной звезды (6.02.1943, 1946)
- Орден «За службу Родине в Вооружённых Силах СССР» 3-й степени
  - медали СССР, в том числе:
  - «За боевые заслуги» (1944)
  - «За оборону Ленинграда» (1943)
  - «За Победу над Германией в Великой Отечественной войне 1941—1945 гг.» (1945)
  - «За взятие Кёнигсберга» (1945)
  - «Ветеран Вооружённых Сил СССР» (1976)
  - «За освоение целинных земель»

Приказы (благодарности) Верховного Главнокомандующего, в которых отмечен П. В. Мельников.
- За овладение городом и крепостью Данциг (сейчас Гданьск) — важнейшим портом и первоклассной военно-морской базой немцев на Балтийском море. 30 марта 1945 года. № 319.

### Иностранные награды
- Офицерский крест ордена Возрождения Польши (ПНР)[10]
- Медаль «Победы и Свободы» (ПНР, 1946)
- медаль «За Одер, Нейсе, Балтику» (ПНР)
- Медаль «Братство по оружию» в золоте (ГДР)
- медаль «За укрепление дружбы по оружию» в золоте (ЧССР, 1970)
- медаль «50 лет Монгольской Народной Армии» (МНР, 1971)
- Медаль «50 лет Монгольской Народной Революции» (МНР, 1971)
- Медаль «30 лет Победы над милитаристской Японией» (МНР, 1976)
- Медаль «100 лет Освобождения Болгарии от османского рабства» (НРБ)
- Медаль «30 лет Болгарской народной армии» (НРБ, 1974)
- Медаль «30 лет Победы над фашистской Германией» (НРБ, 1975)
- Медаль «За укрепление братства по оружию» (НРБ, 1977)
- Медаль «1300 лет Болгарии» (НРБ, 1982)
- Медаль «20-я годовщина Революционных Вооруженных сил Кубы» (Куба)

## Воинские звания
- лейтенант (26.09.1939);
- старший лейтенант (30.09.1941);
- капитан (17.03.1942);
- майор (17.07.1942);
- подполковник (30.04.1943);
- полковник (2.11.1950);
- генерал-майор (18.02.1958)
- генерал-лейтенант (16.06.1965)
- генерал-полковник (8.11.1971)

## Сочинения
- Мельников П. В. Опыт управления войсками и требования современности. // Военно-исторический журнал. — 1978. — № 12. — С. 12-18.
- Мельников П. В. 372 сд в прорыве блокады Ленинграда. // Военно-исторический журнал. — 1979. — № 2. — С.56-63.